# Corbești, Arad
Corbești este un sat în comuna Petriș din județul Arad, Crișana, România.

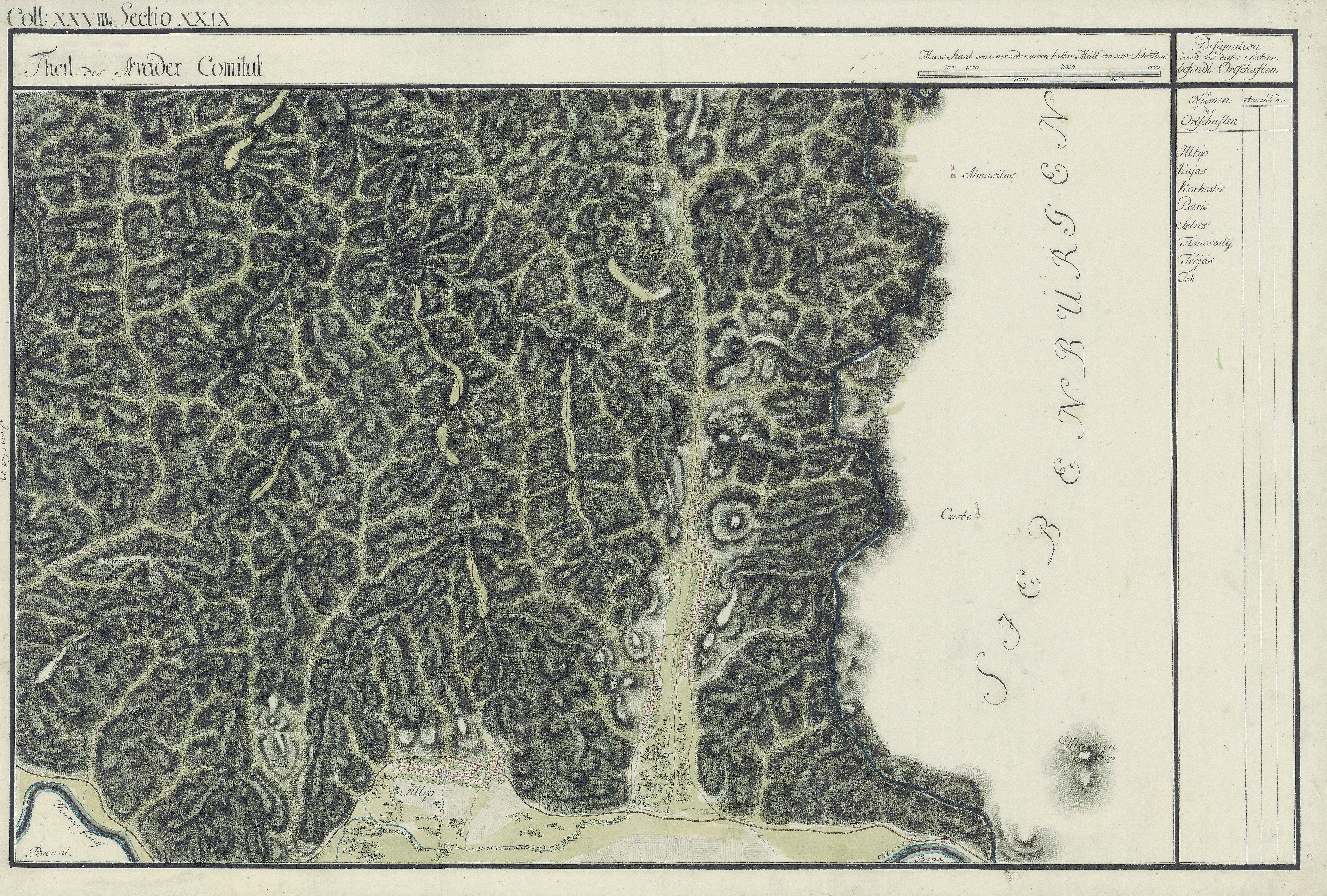
Corbești în Harta Iosefină a Comitatului Arad

## Istoric
Prima atestare documentară a localității Corbești datează din anul 1743.

## Lăcașuri de cult
- Biserica de lemn din sat cu hramul „Nașterea Maicii Domnului” a fost construită în anul 1800 și este considerată monument istoric.